# James Posey
James Mikely Mantell Posey Junior (ur. 13 stycznia 1977 w Cleveland) – amerykański koszykarz, występujący na pozycji niskiego skrzydłowego. Dwukrotny mistrz NBA z Miami Heat i Boston Celtics. Obecnie asystent trenera Washington Wizards.
Przez trzy lata studiował na Xavier University, gdzie grał w drużynie uczelnianej Xavier Musketeers, po czym w 1999 z 18. numerem został wybrany w drafcie przez Denver Nuggets. Spędził tam 3 sezony, zdobywając miejsce w drugiej piątce debiutantów w 2000. Następnie trafił do Houston Rockets. Stąd po roku odszedł do Memphis Grizzlies, a po kolejnych dwóch sezonach do Miami Heat, z którym to klubem zdobył mistrzostwo ligi. W 2007 przeszedł do Bostonu Celtics, gdzie zdobył swój drugi tytuł mistrzowski. W latach 2008–2010 był graczem New Orleans Hornets. Przed sezonem 2010/11 został zawodnikiem Indiany Pacers. 15 grudnia 2011 Pacers zwolnili go poprzez klauzulę amnestii.
26 lipca 2022 został asystentem trenera Washington Wizards.

## Osiągnięcia
Na podstawie, o ile nie zaznaczono inaczej.

### NCAA
- Uczestnik rozgrywek turnieju NCAA (1997, 1998)
- Mistrz:
  - turnieju konferencji Atlantic 10 (1998)
  - sezonu regularnego Atlantic 10 (1997, 1998)
- Most Outstanding Performer (MOP=MVP) turnieju Atlantic 10 (1998)
- Obrońca roku konferencji Atlantic 10 (1999)
- Najlepszy rezerwowy Atlantic 10 (19971, 1998)
- Zaliczony do:
  - I składu:
    - Atlantic 10 (1999)
    - turnieju Atlantic 10 (1998)
    - defensywnego Atlantic 10 (1999)

  - II składu Atlantic 10 (1998)
- Lider konferencji A10 w:
  - liczbie:
    - zbiórek (1999 – 322)
    - celnych rzutów wolnych (1998 – 150, 1999 – 179)
    - oddanych rzutów wolnych (1999 – 220)

  - skuteczności rzutów za 2 punkty (1997 – 62%)

### NBA
- 2-krotny mistrz NBA (2006, 2008)[1]
- Wybrany do II składu debiutantów NBA (2000)[7]
- Uczestnik meczu Rising Stars Challenge (2000)

### Reprezentacja
- Mistrz Igrzysk Dobrej Woli (1998)[8]

### Trenerskie
(Jako asystent trenera)
- Mistrz NBA (2016)
- Wicemistrz NBA (2015, 2017)[9]